# Matice odpovědnosti
Matice odpovědnosti je nástroj používaný v managementu pro přiřazení a odpovědnosti konkrétních osob k jednotlivým úkolům. Obvykle se jedná o tabulku kde jsou v jedné ose jména osob a v druhé ose dílčí úkoly, nebo oblasti v rámci organizace, procesu, služby, projektu a podobně. V tabulce samotné je v každém průsečíku stanoveno o jaký konkrétní druh vztahu se jedná. Například v oblasti projektového managementu jde o přiřazení a vymezení odpovědností k jednotlivým prvkům WBS.
Často používanou formou matice odpovědnosti je tzv. RACI matice. Její název je odvozen ze čtyř základních použitých druhů vztahu. Jedná se o anglické názvy těchto vztahů.
- R (responsible) – osoba/osoby, které na úkolu pracují
- A (accountable) – osoba odpovědná za úkol jako celek
- C (consulted) – osoba/osoby, které mohou podpořit úkol konzultací
- I – (informed) osoba/osoby informované o výsledku, nebo i postupu plnění

Při použití vyjádření kompetencí pomocí RACI platí, že pro každý úkol má existovat právě jedna osoba která je k úkolu ve vztahu A (accountable). Ostatní vztahy mohou být 0 až n-krát.
RACI je jen jednou z možných metod přístupu vyjádření vztahu mezi úkolem a zainteresovanou osobou. Existují i další přístupy, které koncept RACI rozvíjí, nebo jsou mírně odlišné. Například jde o metody:
- RASCI
- RACIQ
- RACI-VS
- PACSI
- CAIRO
- a další.